# Loubenka pochybná

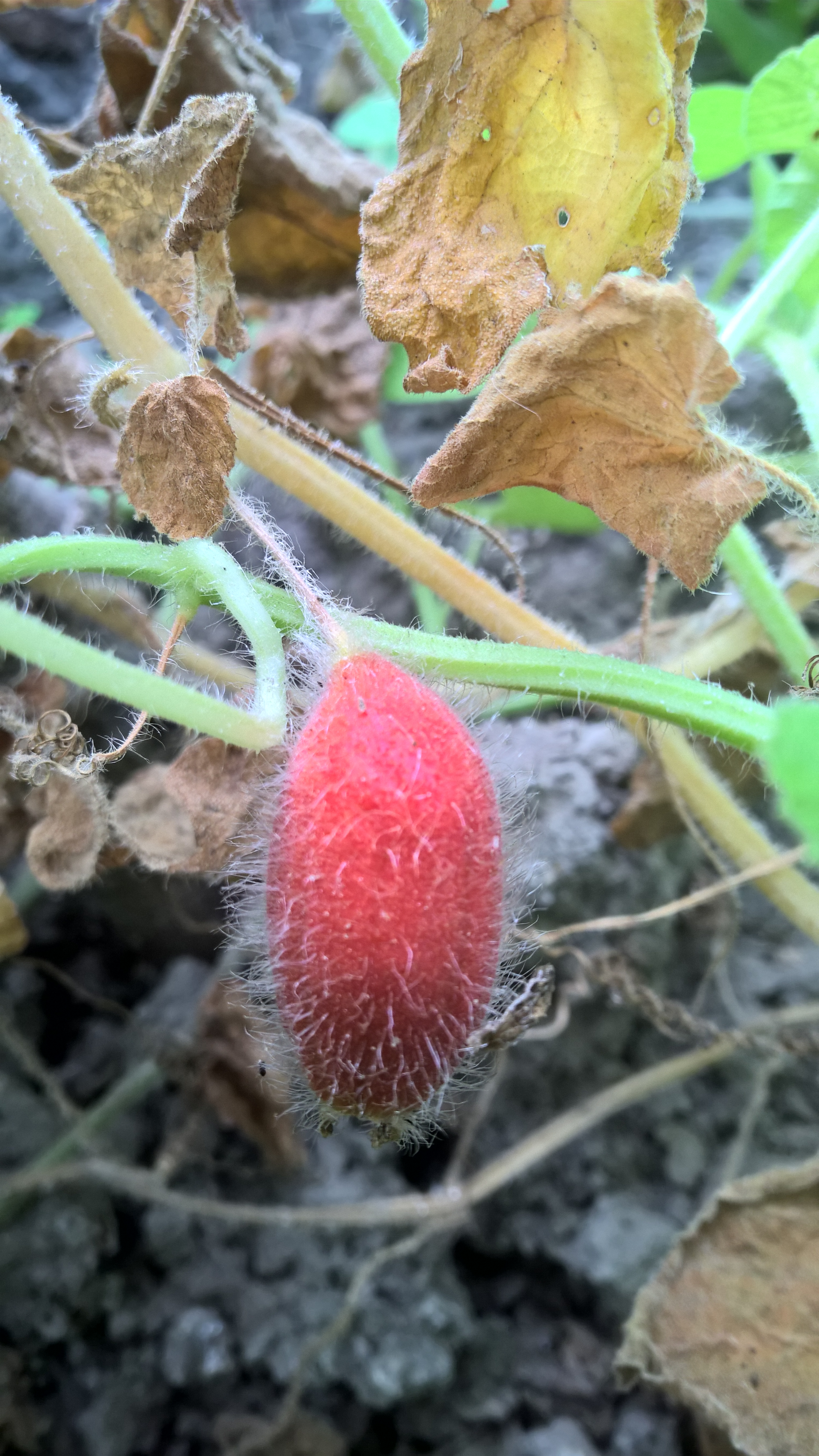
Zralý plod

Loubenka pochybná (Thladiantha dubia) je popínavá, dvoudomá, vytrvalá bylina pocházející z jihovýchodní Číny. Je jedním z asi 25 druhů rodu loubenka, které téměř výhradně pocházejí z východní Asie. Postupně počala být na velkém území východní a jihovýchodní Asie pěstována jako nenáročná okrasná rostlina, hlavně pro rychlý růst, hezké listy a nápadné květy i plody. V průběhu staletí byla rozšířena do Evropy i Severní Ameriky, kde na mnoha místech zplaněla a dostala se ze zahrad do volné krajiny. Na území dnešní České republiky byl tento neofyt poprvé zaznamenán v roce 1939.

## Ekologie

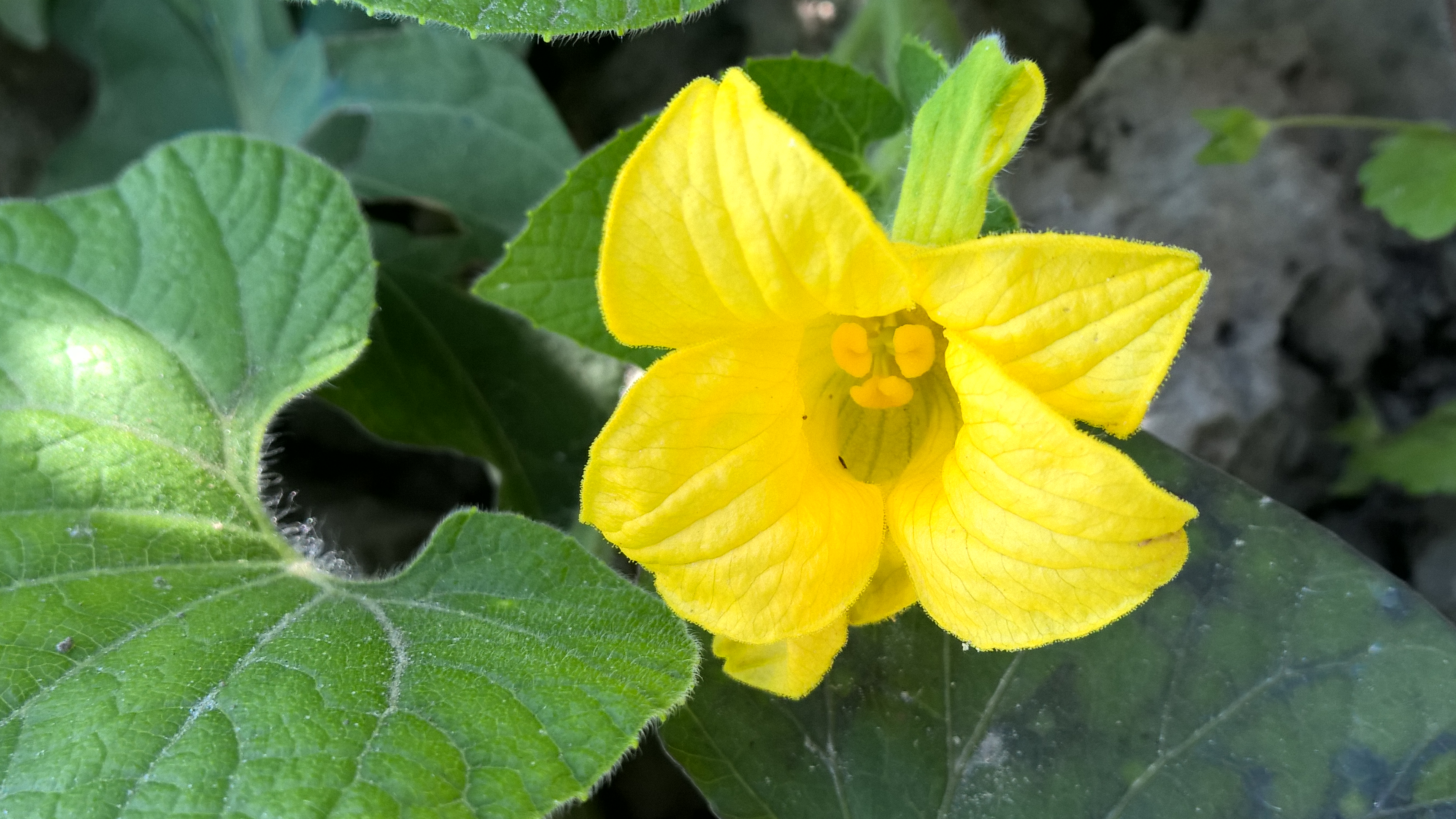
Samičí květ

Na kvalitu půdy není loubenka pochybná náročná a vyhovuje ji teplejší klíma střední a jižní Evropy. Pokud se dostane do vlhké a na živiny bohaté půdy na výslunném stanovišti vyroste ale mnohem rychleji, je mohutněji a mívá více květů i plodů. Kvete poměrně dlouho, od června do září. Samičí květy jsou ve své domovině opylovány včelami rodu Ctenoplectra, které v Evropě nežijí. Evropské včely jejích nektar neláká a proto květy málo navštěvují.
V ČR je známo několik desítek lokalit na kterých dlouhodobě roste, jsou častěji v termofytiku než mezofytiku. Vyskytuje se na vlhčích místech v okolí lidských sídel, na rumištích, v křovinách, u starých plotů a v neudržovaných parcích. Při růstu se lodyha přidržuje okolních rostlin nebo konstrukcí drsnými úponky. Ploidie druhu je 2n = 18.

## Popis
Dvoudomá rostlina s popínavými, hranatými, vidličnatě větvenými, odstále chlupatými lodyhami dlouhými 1 až 3 metry, které vyrůstajíc z vytrvalých hlíz. Lodyhy jsou porostlé jednoduchými, z paždí listů rostoucími drsnými, nerozvětvenými, z počátku stočenými úponky a střídavými listy s robustními řapíky. Jejich čepele jsou celistvé, srdčité až široce oválné, po obvodě nepravidelně vroubkované a na vrcholu zašpičatělé. Listy bývají velké 5 až 15 krát 4 až 9 cm, jsou oboustranně porostlé drsnými chloupky a mají zřetelně vyniklou žilnatinu.
Samčí i samičí rostliny mají pětičetné, chlupaté, žluté až zlatožluté květy s kalichem s čárkovitými lístky a se zvonkovitou korunou s nestejnými, vejčitými lístky nahoře nazpět ohnutými. Samčí květy jsou velké 1,5 až 3 cm, rostou jednotlivě nebo v krátkých hroznovitých květenstvích, mají stopku 3 až 4 cm dlouhou, pět tyčinek srostlých po dvou a jednu volnou a zakrslý semeník. Samičí květy jsou velké 2 až 4,5 cm, rostou jednotlivě na stopkách 1 až 3 cm dlouhých, mají pět patyčinek, oválný semeník s mnoha vajíčky a krátkou čnělku s třílaločnou bliznou.
Plody jsou úzce vejčité bobule 4 až 5 cm dlouhé a 3 cm tlusté, jemně chlupaté a podélně rýhované. V mládí jsou žlutě a ve zralosti oranžové až tmavě červené. Obsahují mnoho zploštělých, černých, asi 4 mm velkých semen.

## Rozmnožování
Na většině území České republiky, díky teplotních podmínkách, obvykle nestačí semena plně vyzrát a nebývají schopná klíčit. Rostliny se proto šíří hlavně vegetativně, kořenovými hlízami. Z mateřské hlízy vyrůstají na všechny strany podzemní výhonky, na kterých co 4 až 8 cm raší drobné dceřiné hlízky, vytvoří se tak síť asi 50 cm velká. Časem propojovací výhonky uschnou a z nových hlízek rostou samostatné rostliny.

## Význam
Někdy se loubenka pochybná pěstuje jako okrasná rostlina na plotech a pergolách, které dokáže porůst v krátké době. Z důvodu produkce velkého počtu malých hlízek lze rostlinu jen těžce mechanicky zcela odstranit, přesto až na Japonsko nebývá považována za invazní druh.
Mladé plody mnohou být konzumovány syrové a mladé výhonky vařené. V Asii jsou v lidovém léčitelství používána semena pro posílení srdeční činnosti a kořeny pro podporu činnosti žaludku, jako diuretikum i ke zvýšení laktace.

## Galerie

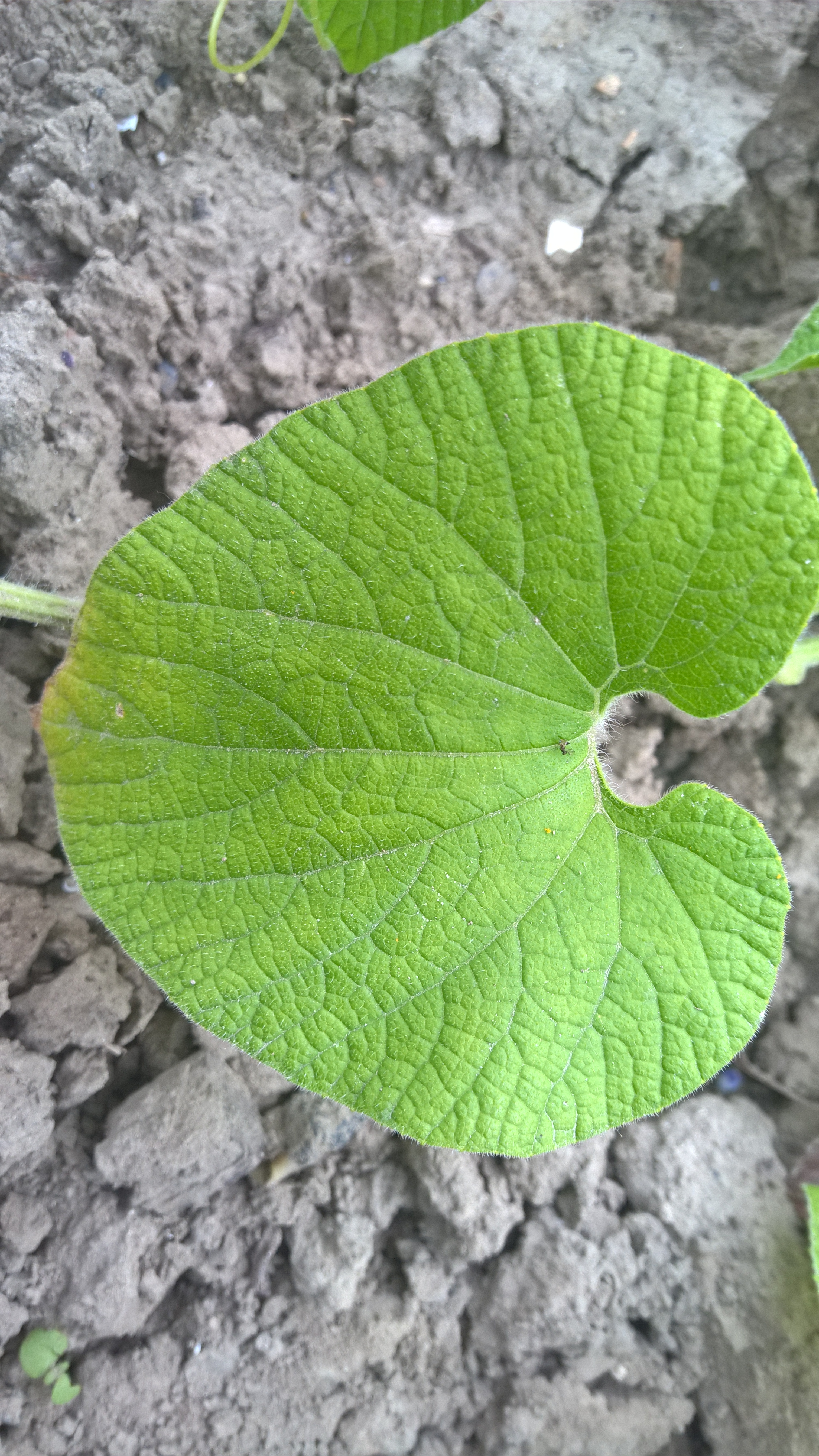
List
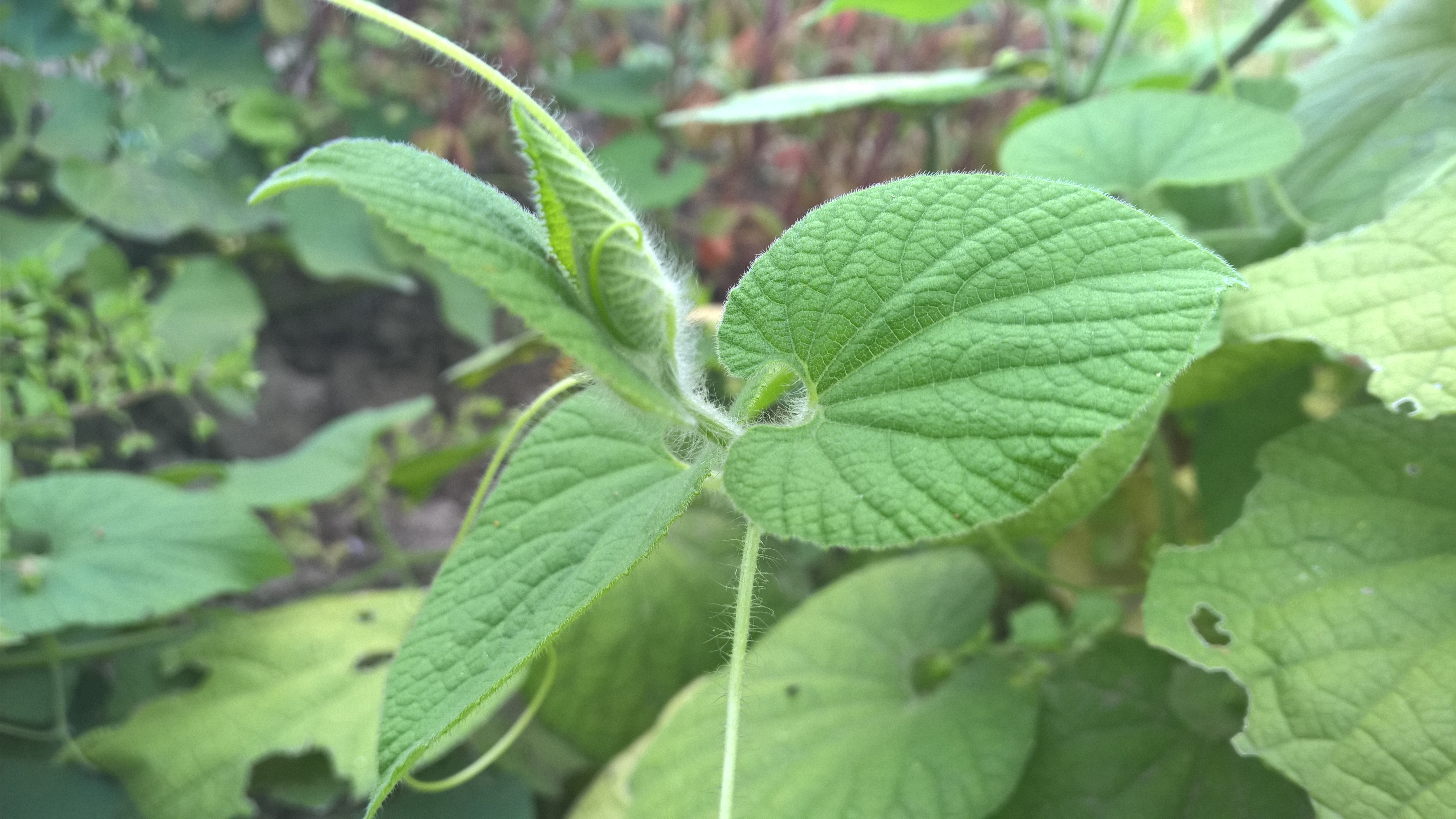
Listy a úponky
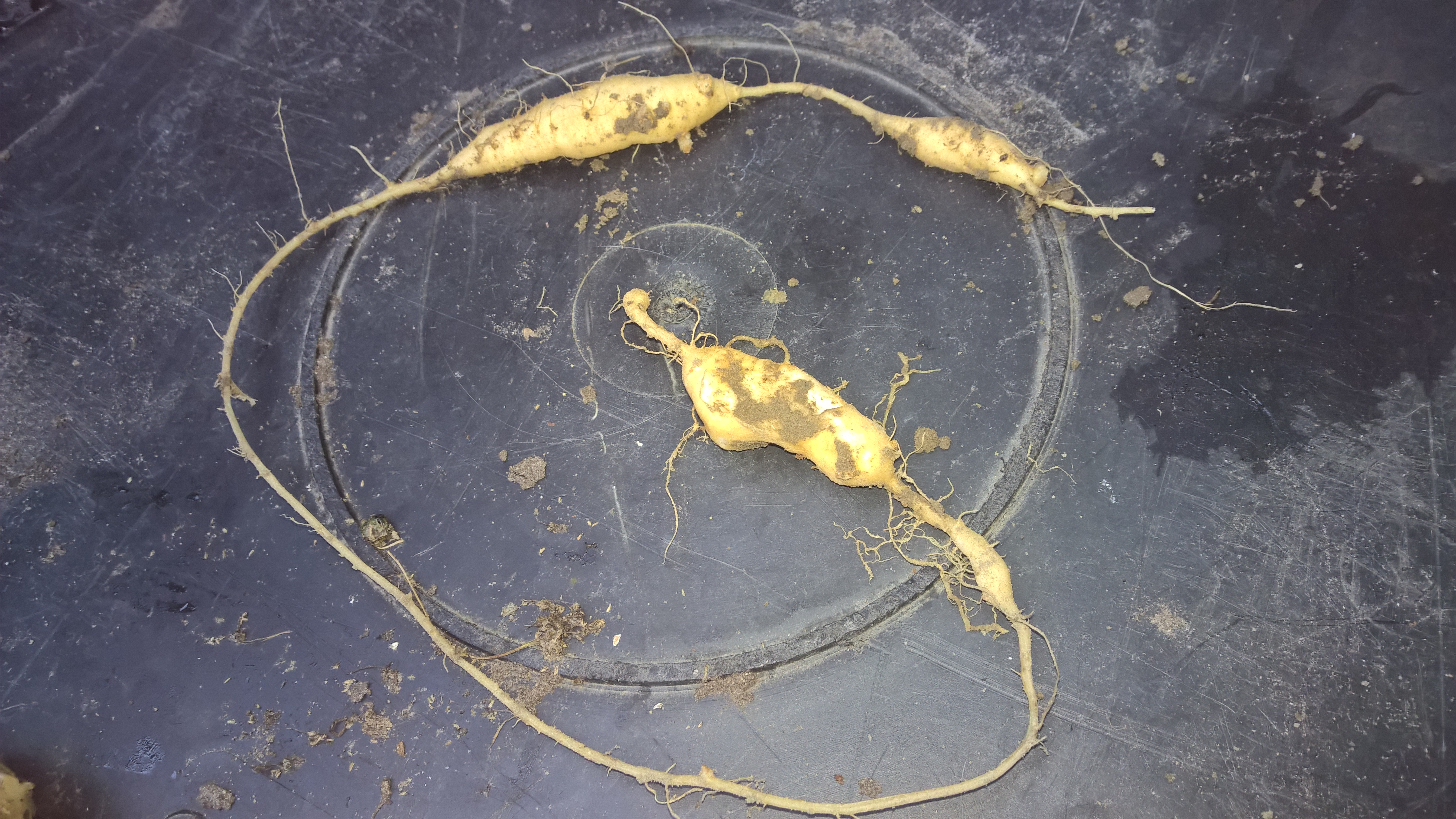
Hlízy na výhonku
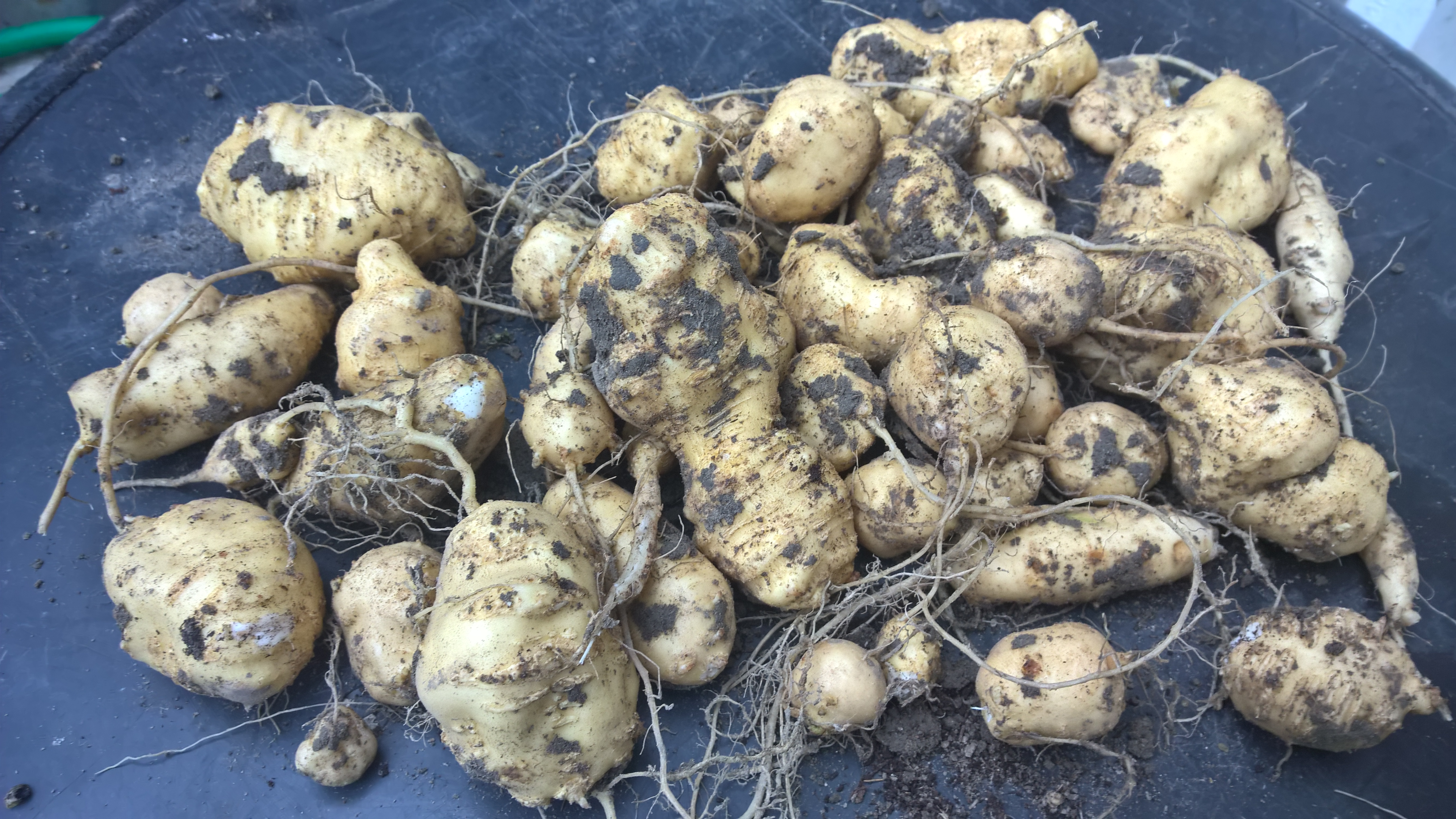
Hlízy statné rostliny